# Arrondissement di Belle-Anse
L'arrondissement di Belle-Anse è un arrondissement di Haiti facente parte del dipartimento del Sud-Est. Il capoluogo è Belle-Anse.

## Geografia antropica

### Suddivisioni amministrative
L'arrondissement di Belle-Anse comprende 4 comuni:
- Belle-Anse
- Anse-à-Pitres
- Grand-Gosier
- Thiotte